# Isidore Canevale
Isidore Marcellus Amandus Canevale (* 1730 in Vincennes; † 2. November 1786 in Wien; Vorname auch Isidor bzw. Isidoro geschrieben) war ein österreichischer Architekt französischer Herkunft. Er gilt als wichtiger Vertreter des Frühklassizismus.
In der neuen Literatur zur Geschichte Wiens wird er als Isidor Ganneval bezeichnet.

## Biografie
Seine ersten Arbeiten in Wien (für die Inneneinrichtung des Schlosses Schönbrunn) verraten noch einen gewissen Einfluss des Rokokos.
Seit 1766 war er Wirklicher Hofarchitekt. Es sind vor allem diejenigen Bauten bedeutsam, die er im Auftrag Josephs II. unternahm. Dies hängt mit der Reformpolitik Josephs II. zusammen, der Krankenhäuser gründete und Teile der Wiener Donauauen als öffentliche Parks widmete.
Von Canevale stammt das Lusthaus im Wiener Prater (1784) sowie das streng und martialisch wirkende Eingangstor zum Augarten (1775).
Er hat wohl auch Anteil am Ausbau des Allgemeinen Krankenhauses der Stadt Wien, gesichert ist aber nur seine Urheberschaft an dessen Narrenturm (1784). Dieser allerdings gilt als Vollendung des Frühklassizismus, er hat die rein geometrische Form eines Zylinders und ist völlig schmucklos.
Sein bekanntestes Gebäude ist das Josephinum (1783), das als Ausbildungsstätte für Militärärzte gewidmet war und heute Institut, Museum und Bibliothek zur Geschichte der Medizin beherbergt. Es ist nach dem Vorbild eines französischen Stadtpalais (sogar mit Ehrenhof) gebaut – allerdings ist hinter der traditionellen Fassade eine moderne Raumaufteilung wirksam: hinter dem Mittelrisalit verbirgt sich lediglich das Stiegenhaus.
Canevale war auch für andere Adelsfamilien tätig, unter anderem auch für Kardinal Migazzi (einen Gegner des Josephinismus), in dessen Auftrag er die Pläne für den 1761–1777 errichteten Dom in Waitzen in Ungarn ausarbeitete.
In Erlaa (Teil des 23. Wiener Gemeindebezirks) wurde 1955 die Canevalestraße nach ihm benannt.

## Werke (Auswahl)

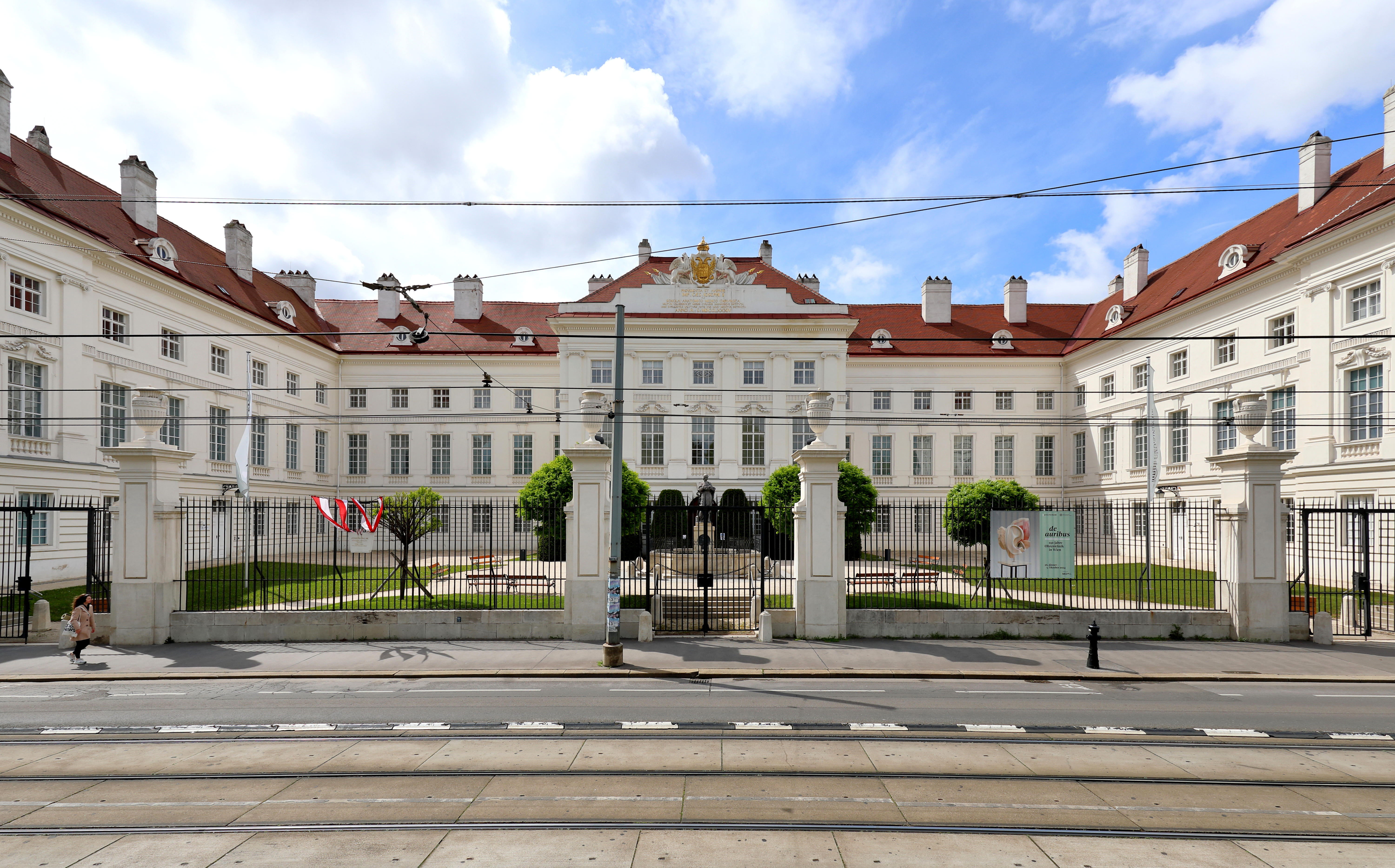
Josephinum
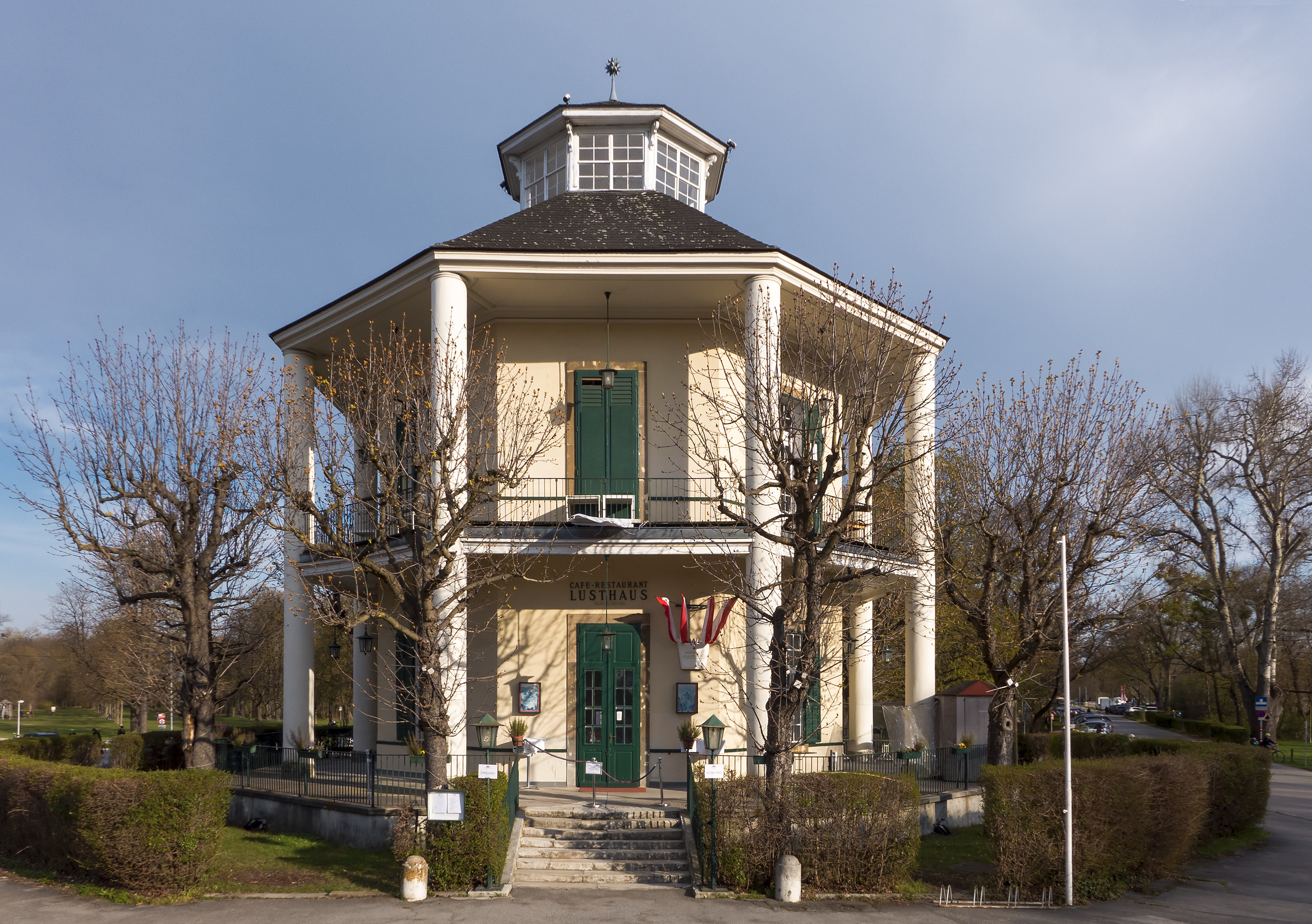
Lusthaus im Prater
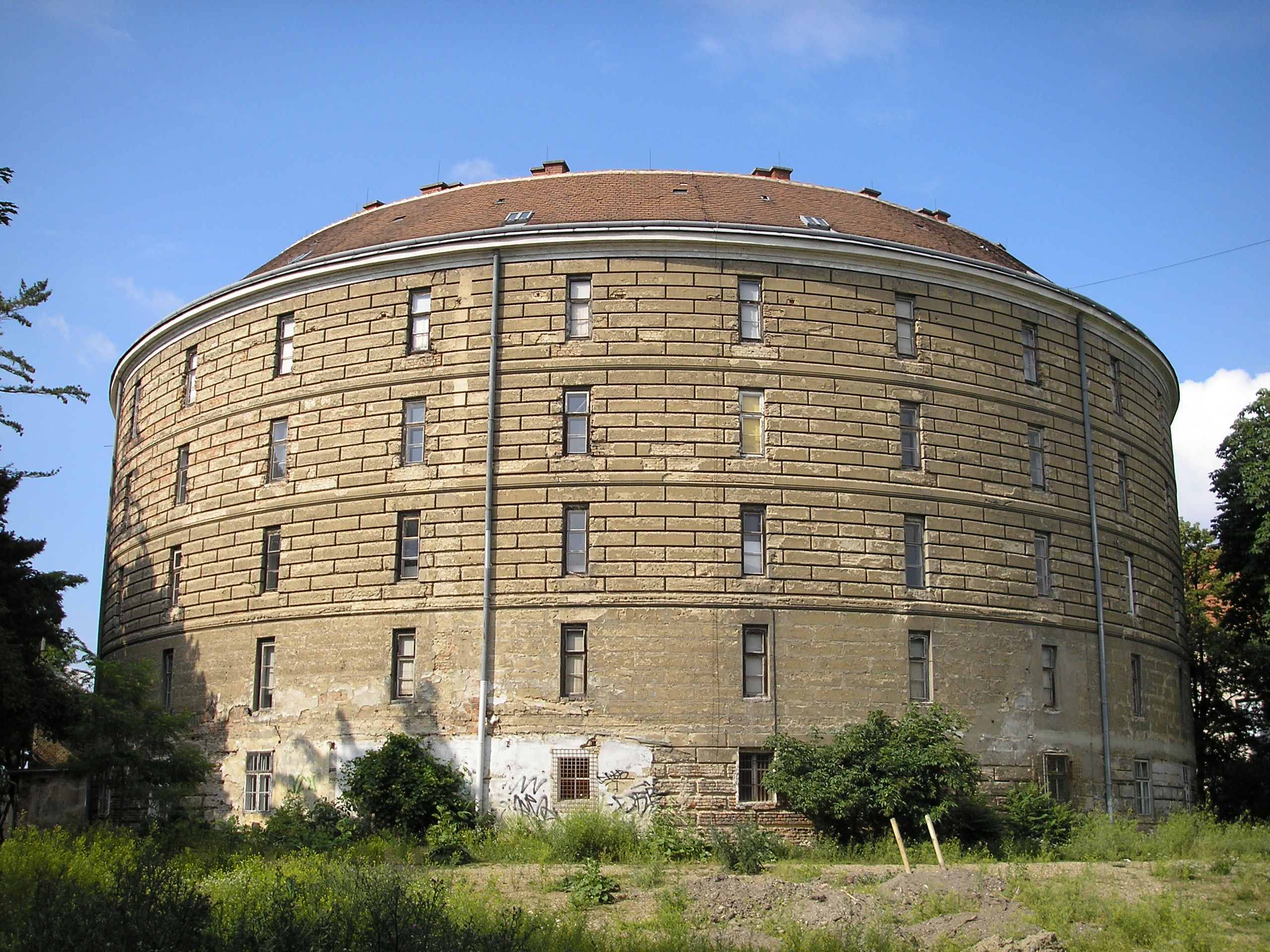
Narrenturm
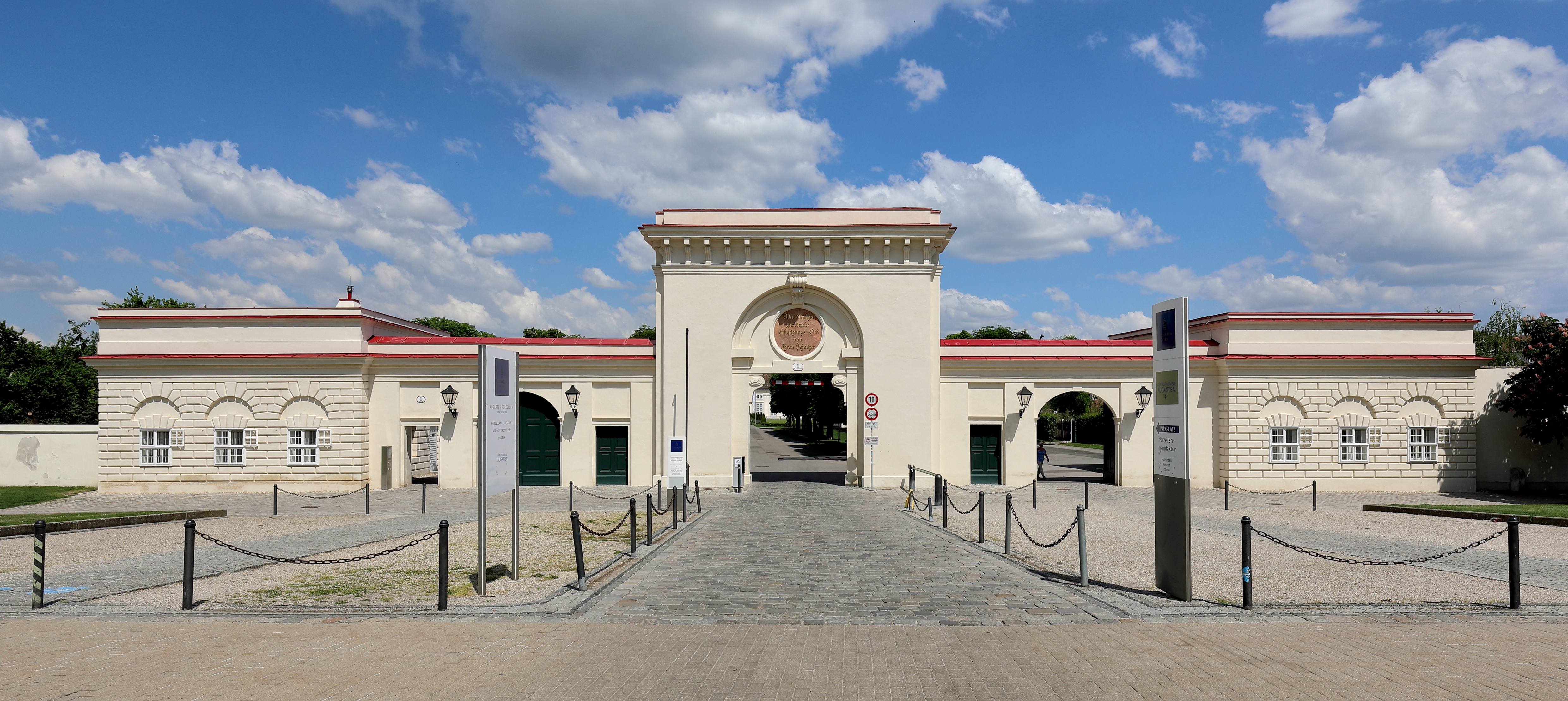
Tor zum Augarten
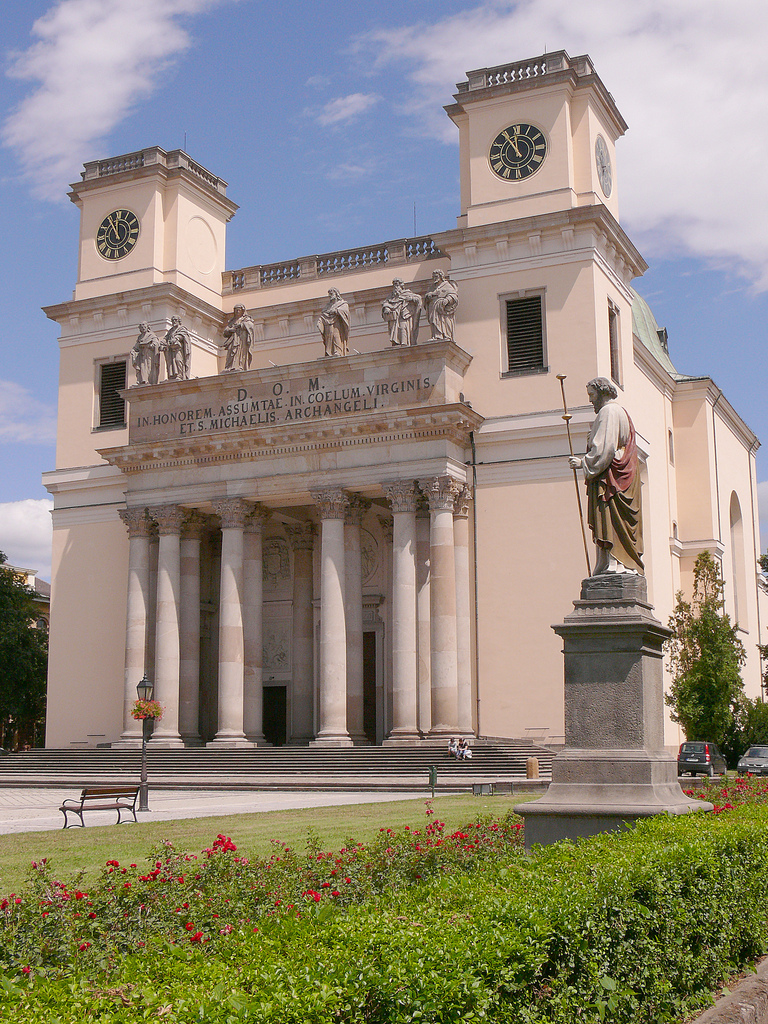
Kathedrale von Vác
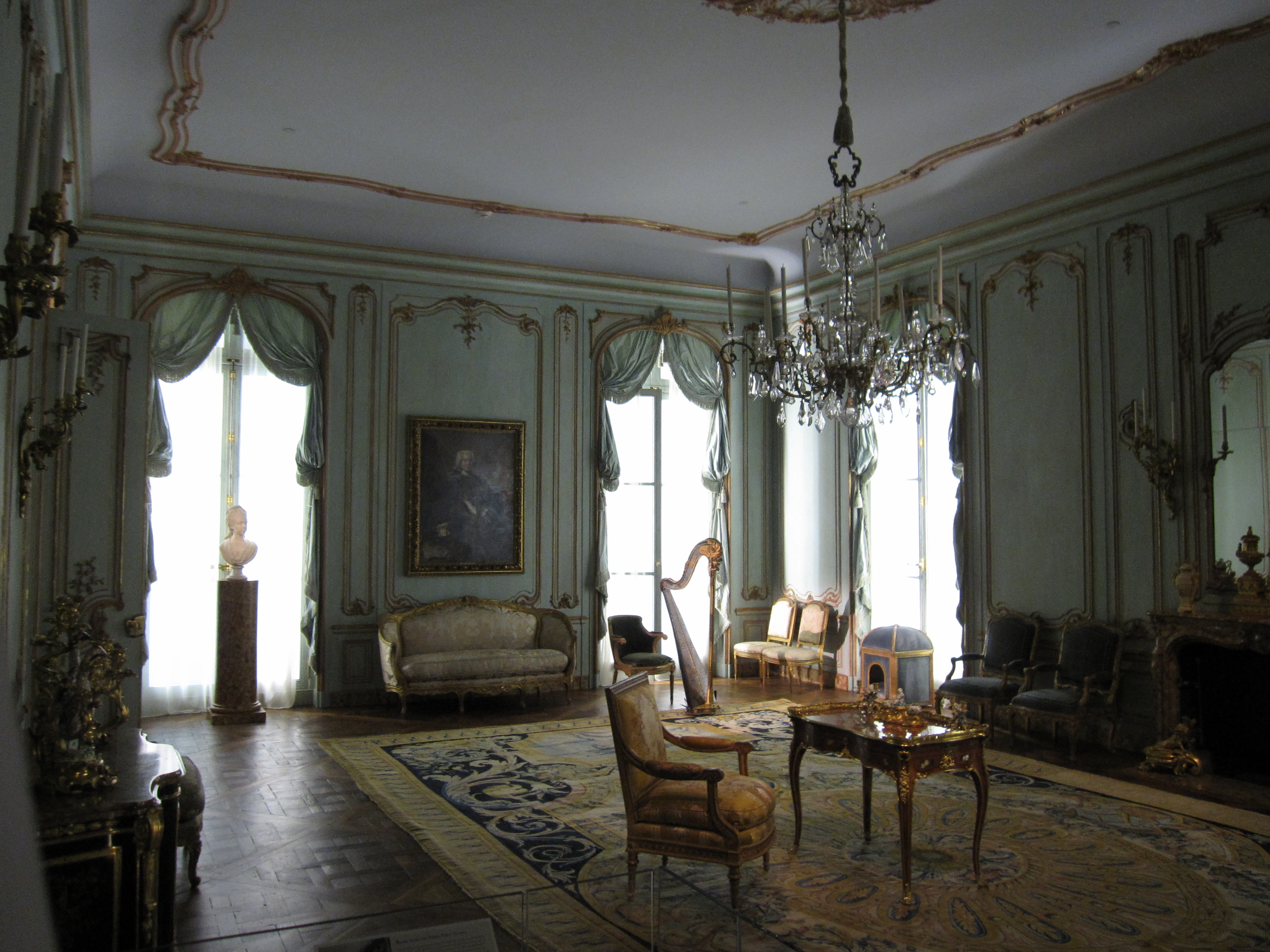
Zimmer im Metropolitan Museum aus dem Palais Paar